# فصة دائرية
الفصة الدائرية نوع نباتي يتبع لجنس الفصة من الفصيلة البقولية. اسمه العلمي (باللاتينية: Medicago rotata).

## الموئل والانتشار
موطنها المشرق العربي وقبرص وتركيا.